# Colher de pau

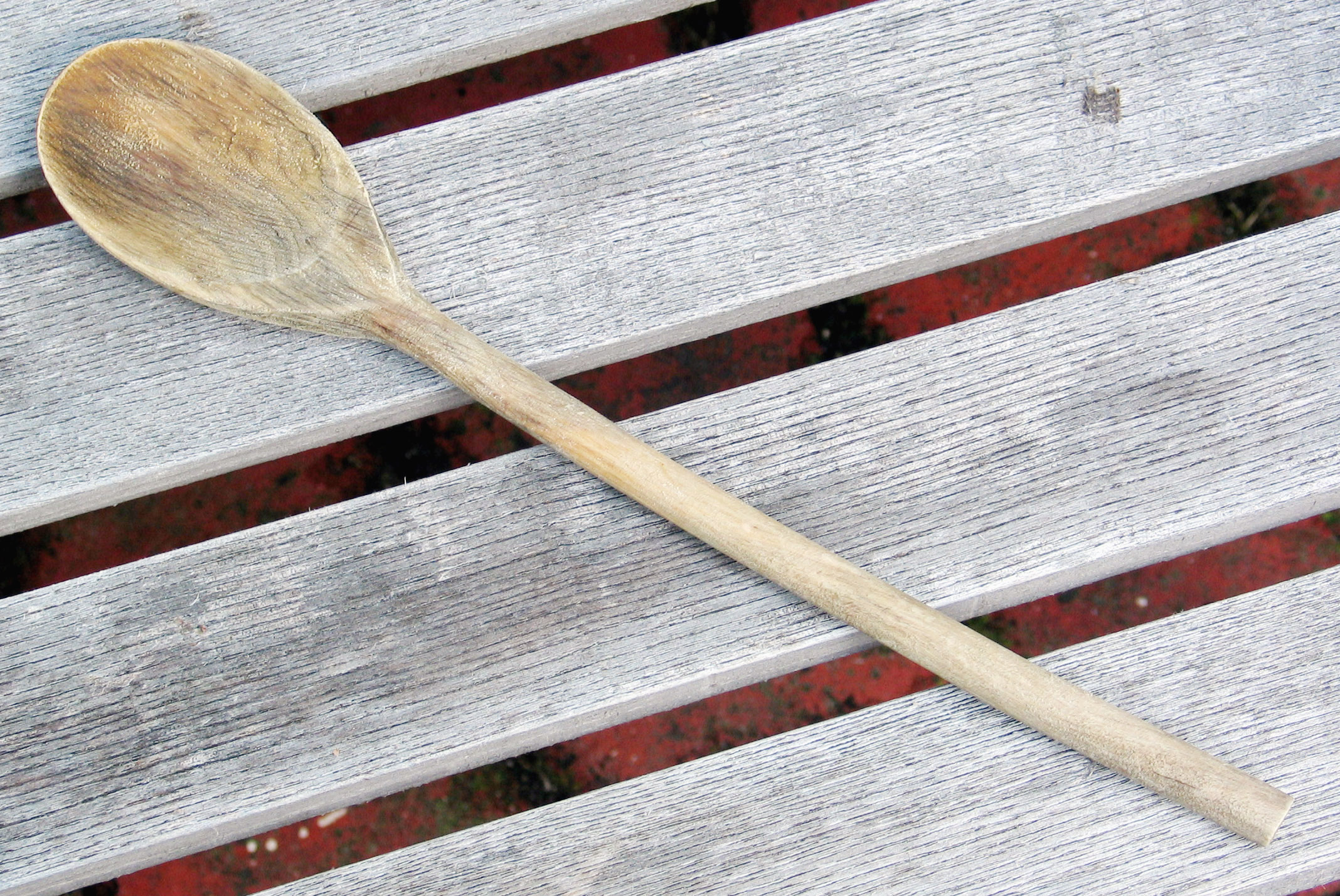
Uma típica colher de pau

Colher de pau  (também conhecido por  colher de madeira) é um instrumento culinário, espécie de colher usada para mexer alimentos que se cozem, temperos, bebidas, sopas etc.

## Histórico
Segundo o sociólogo brasileiro Gilberto Freyre, a colher de pau era um dos objetos utilizados na culinária dos povos indígenas que eram desconhecidos pelos europeus, assim como as panelas de barro, os pilões, cuias e outros.
Para Curt Nimuendajú, num artigo de 1929, os índios ticunas haviam incorporado a colher de pau justamente por influência europeia, assim como as roupas, armas e outros objetos, para os quais não possuíam uma palavra própria para designá-los. Contudo, o mito da gênese dos Uaianas revela que a colher de pau estava presente desde o início.

## Usos e formatos

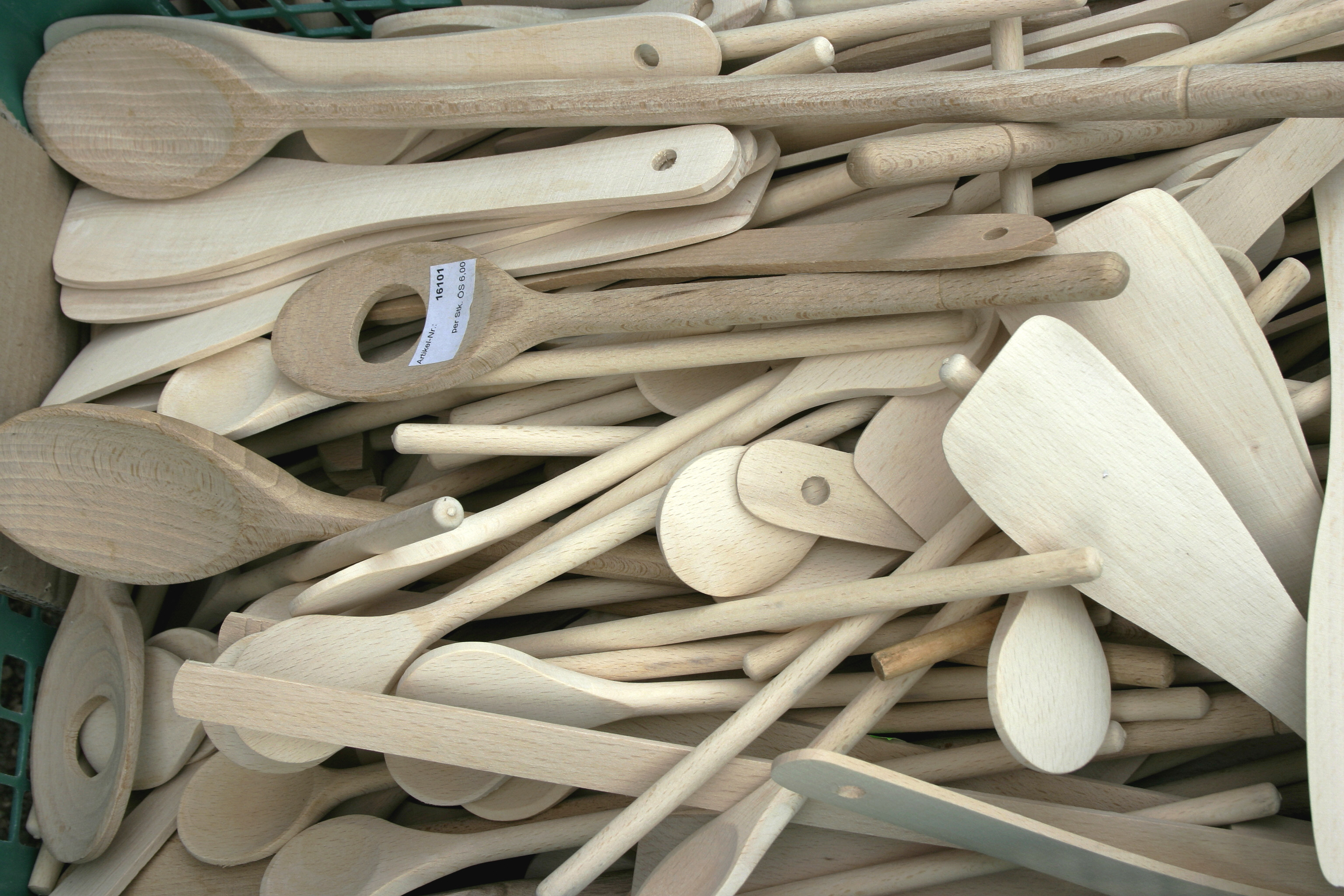
Diversos tipos de colheres de pau

Para as doceiras tradicionais de São Paulo, o uso da colher de pau não apenas dá maior duração aos doces, como ainda realça o sabor das frutas.
Para se coar o café num coador de pano, o mesmo deve ser mexido com uma colher de pau de uso exclusivo para tal fim (não reutilizar em comidas, temperos, etc.).
É um dos instrumentos utilizados na pesca artesanal de mariscos na Bahia.
A partir de 1945 houve uma progressiva utilização do plástico em substituição aos utensílios feitos originalmente com matéria-prima natural, embora muitos chefes tenham oferecido certa resistência em substituir a colher de pau.

## Cuidados
Estudos microbiológicos dão conta de que utensílios de madeira na cozinha, como a colher de pau ou tábuas de carne, favorecem a instalação de bactérias e sua higienização é bastante difícil, uma vez que a madeira conserva umidade, tornando-se assim um ambiente propício para sua proliferação, recomendando sua substituição por similares feitos em plástico.
Contudo, há de se observar que a colher de pau contaminada resiste à fervura - o que nem sempre ocorre com os materiais plásticos, que podem amolecer e, até, derreter.

## Cultura
"(...)Florência, a doceira famosa da casa. Incumbida de um tacho de cocada que fervia na cozinha, ela assomara à porta da copa, com a colher de pau em uma mão..."— José de Alencar, O Tronco do Ipê
A colher de pau, na sinalagmática acadêmica lusa, simboliza o estudante.
"A Colher de Pau" é, também em Portugal, o título de livro de culinária bastante famoso, de autoria de Maria de Lourdes Modesto.